# Доска Гальтона

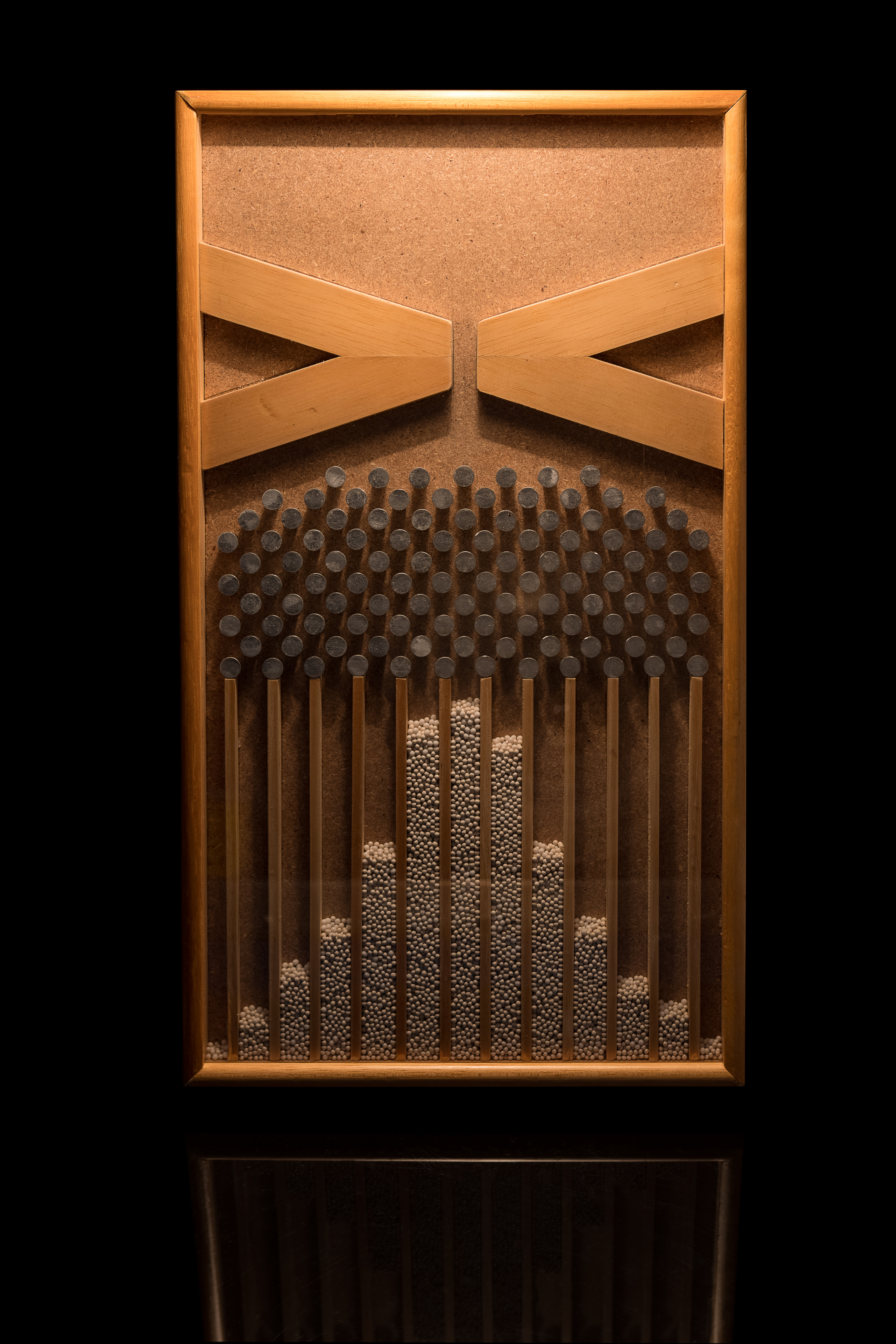
Доска Гальтона

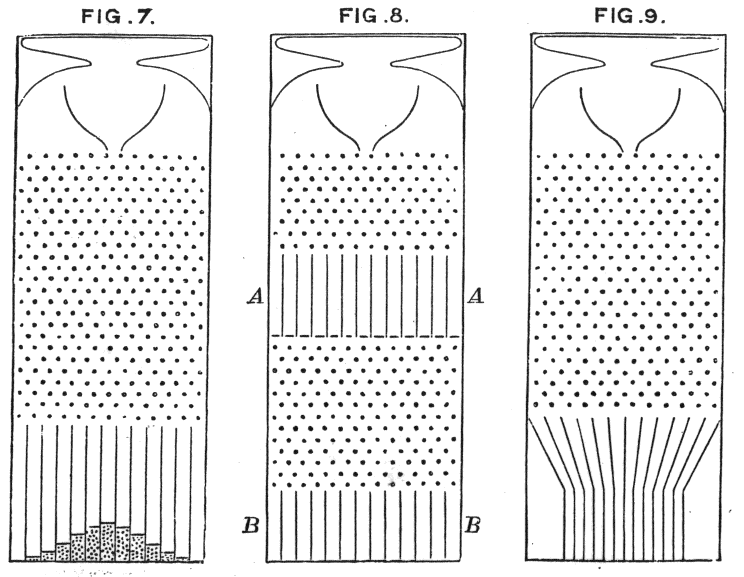
Рисунок Гальтона (1889 год)

Доска́ Га́льтона (англ. Galton board, также распространены названия квинкункс, quincunx и bean machine) — устройство, изобретённое английским учёным Фрэнсисом Гальтоном (первый экземпляр изготовлен в 1873 году, затем устройство было описано Гальтоном в книге Natural inheritance, изданной в 1889 году) и предназначающееся для демонстрации центральной предельной теоремы.

## Устройство

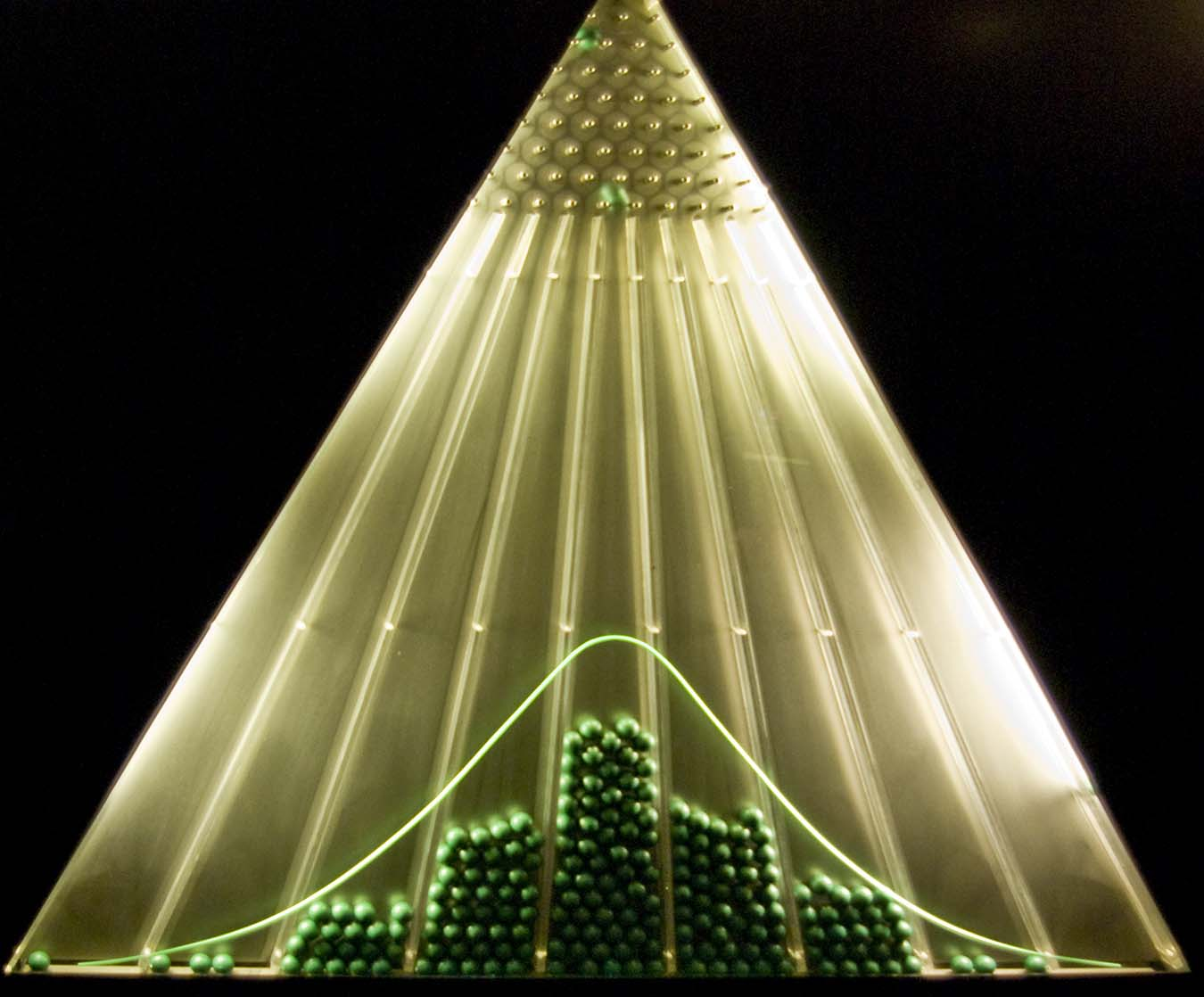
Действующий экземпляр доски Гальтона

Доска Гальтона представляет собой ящик с прозрачной передней стенкой. В заднюю стенку в шахматном порядке вбиты штырьки, образующие треугольник. Сверху в ящик через воронку (выход из которой расположен ровно посередине между левой и правой стенками) кидаются шарики. В идеальном случае сталкиваясь со штырьком,  шарик каждый раз с одинаковой вероятностью может повернуть либо направо, либо налево. Нижняя часть ящика разделена перегородками (число которых равно числу штырьков в нижнем ряду), в результате чего шарики, скатываясь на дно ящика, образуют столбики, которые тем выше, чем ближе к середине доски (при достаточно большом числе шариков внешний вид столбиков приближается к кривой нормального распределения).
Если нарисовать на задней стенке треугольник Паскаля, то можно увидеть, сколькими путями можно добраться до каждого из штырьков (чем ближе штырёк к центру, тем больше число путей).
В некоторых настольных играх, а также игровом автомате Патинко, используется доска Гальтона или схожие с ней устройства.

## Распределение шариков
Обозначим как n общее число столкновений шарика со штырьками; как k число раз, когда шарик поворачивает направо (таким образом, он оказывается в k-м по порядку столбике). Тогда число способов, которыми он может добраться до k-го столбика, определяется биномиальным коэффициентом {\displaystyle {n \choose k}}. Отсюда следует, что вероятность оказаться в k-м столбике равна {\displaystyle {n \choose k}p^{k}(1-p)^{n-k}}, где p — вероятность поворота направо (обычно можно считать, что {\displaystyle p=0,5}). Это функция вероятности биномиального распределения, которое в соответствии с центральной предельной теоремой при достаточно большом n аппроксимирует нормальное распределение.

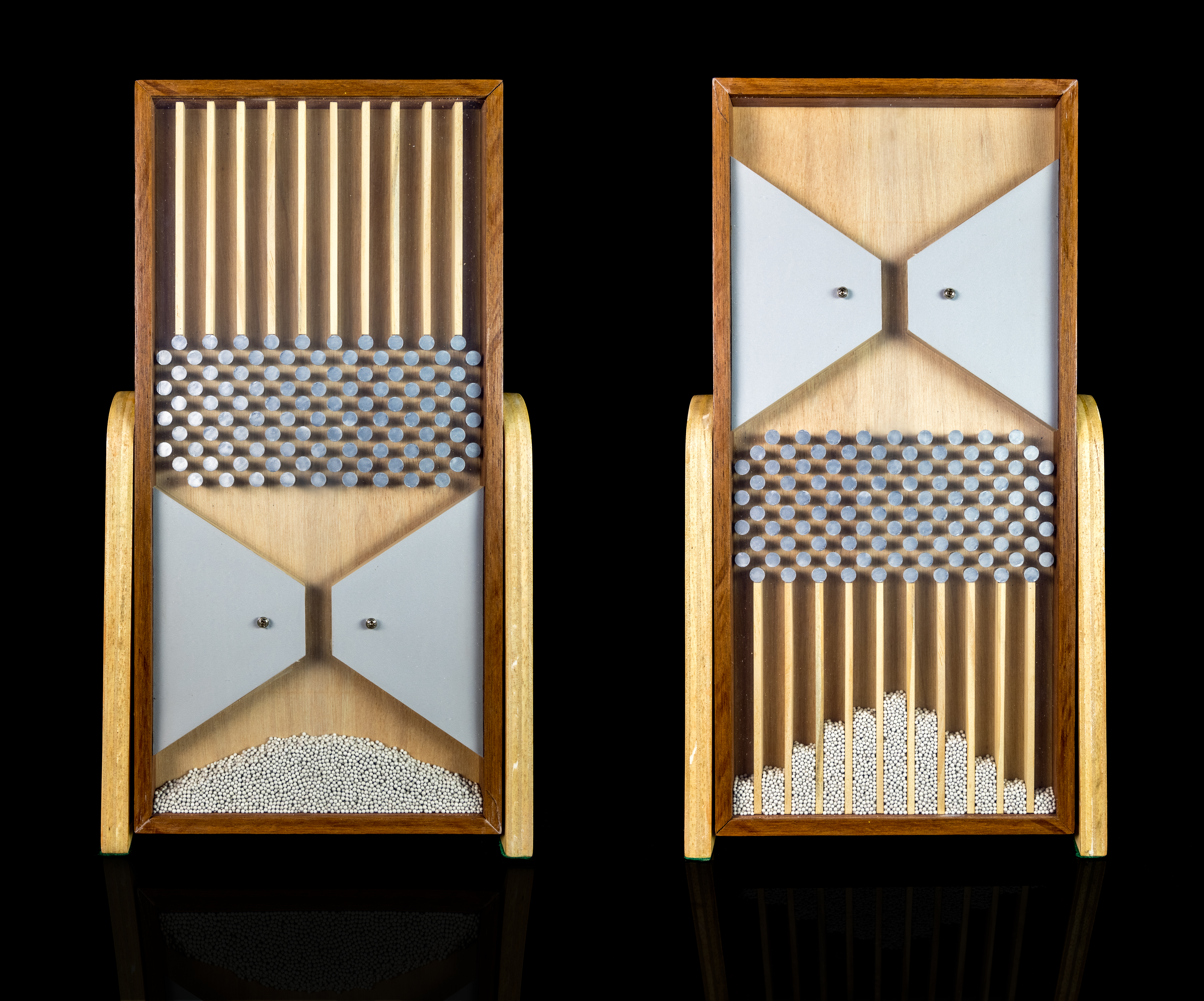
До и после поворота